# Тентлінген
Тентлінген (нім. Tentlingen) — громада  в Швейцарії в кантоні Фрібур, округ Зензе.

## Географія
Громада розташована на відстані близько 28 км на південний захід від Берна, 5 км на південний схід від Фрібура.
Тентлінген має площу 3,6 км², з яких на 15,6% дозволяється будівництво (житлове та будівництво доріг), 66,1% використовуються в сільськогосподарських цілях, 15,6% зайнято лісами, 2,7% не є продуктивними (річки, льодовики або гори).

## Демографія
2019 року в громаді мешкало 1338 осіб (+9,9% порівняно з 2010 роком), іноземців було 10,8%. Густота населення становила 371 осіб/км².
За віковим діапазоном населення розподілялося таким чином: 18,6% — особи молодші 20 років, 62,8% — особи у віці 20—64 років, 18,6% — особи у віці 65 років та старші. Було 579 помешкань (у середньому 2,3 особи в помешканні).
Із загальної кількості 350 працюючих 25 було зайнятих в первинному секторі, 96 — в обробній промисловості, 229 — в галузі послуг.